# Kiesby
Kiesby (Deens: Kisby) is een dorp in de Duitse gemeente Boren in de deelstaat Sleeswijk-Holstein. Het ligt ten zuiden van Süderbrarup in de buurt van de Schlei en de Oostzee. Sinds 1 maart 2013 hoort de voormalige zelfstandige gemeente Kiesby tot de gemeente Boren.